# Odostomia pharcida
Odostomia pharcida är en snäckart som beskrevs av Dall och Bartsch 1907. Odostomia pharcida ingår i släktet Odostomia och familjen Pyramidellidae. Inga underarter finns listade i Catalogue of Life.